# Chaos ruiniforme du Rajal Del Gorp
Chaos ruiniforme du Rajal Del Gorp este o arie protejată (sit de importanță comunitară — SCI) din Franța întinsă pe o suprafață de 106 ha, integral pe uscat.

## Localizare
Centrul sitului Chaos ruiniforme du Rajal Del Gorp este situat la coordonatele 44°03′28″N 3°07′04″E / 44.05778°N 3.11778°E.

## Înființare
Situl Chaos ruiniforme du Rajal Del Gorp a fost declarat arie specială de conservare în baza directivei 92/43 din 1992 referitoare la conservarea habitatelor naturale și a faunei și florei sălbatice pentru a proteja un număr necunoscut de specii din flora spontană și fauna sălbatică aflate în arealul zonei.

## Biodiversitate
Situată în ecoregiunea mediteraneană, aria protejată conține 4 habitate naturale: Pajiști uscate seminaturale și facies de acoperire cu tufișuri pe substraturi calcaroase (Festuco-Brometalia) (* situri importante pentru orhidee), Peșteri inaccesibile publicului, Pante stâncoase calcaroase cu vegetație casmofită, Formațiuni stabile xerotermofile de Buxus sempervirens pe pante stâncoase (Berberidion p.p.).
La baza desemnării sitului se află un număr nedeclarat de specii protejate.